# Atlantidrilus hamulus
Atlantidrilus hamulus är en ringmaskart som beskrevs av Erséus 1992. Atlantidrilus hamulus ingår i släktet Atlantidrilus och familjen glattmaskar. Inga underarter finns listade i Catalogue of Life.